# Amadou Meïté
Amadou Meïté (ur. 28 listopada 1949, zm. 11 lutego 2014 w Abidżanie) – iworyjski lekkoatleta, sprinter, dwukrotny uczestnik igrzysk olimpijskich.
Odpadł w ćwierćfinale biegu na 100 metrów i eliminacjach sztafety 4 × 100 metrów na igrzyskach olimpijskich w 1972 w Monachium. Na kolejnych igrzyskach olimpijskich w 1976 w Montrealu odpadł w półfinałach biegu na 100 metrów i sztafety 4 × 100 metrów. Zajął 7. miejsce w biegu na 100 metrów i 6. miejsce w sztafecie 4 × 100 metrów w zawodach pucharu świata w 1977 w Düsseldorfie.
Dwukrotnie sięgał po medal igrzysk afrykańskich, w 1973 wywalczył brązowy medal w sztafecie 4 × 100 metrów, natomiast w 1978 roku zwyciężył w biegu na 100 metrów. Zdobył brązowy medal w sztafecie 4 × 100 metrów na uniwersjadzie w 1979 w Meksyku. Sztafeta Wybrzeża Kości Słoniowej ustanowiła wówczas rekord Afryki czasem 38,73 s. Meïté wystąpił w sztafecie 4 × 100 metrów w zawodach pucharu świata w 1981 w Rzymie, ale sztafeta afrykańska została zdyskwalifikowana.
Był mistrzem Wybrzeża Kości Słoniowej w biegu na 200 metrów w 1981.
Jego synowie Ben-Youssef Meïté i Ibrahim Meïté byli również sprinterami, olimpijczykami.

## Rekordy życiowe
- Bieg na 100 metrów – 10,32 (29 marca 1980, Abidżan)
- Bieg na 200 metrów – 21,00 (25 lipca 1978, Algier)[9]